# Juan Daniel Oviedo
Juan Daniel Oviedo Arango (Bogotá, 16 de marzo de 1977) es un economista y político colombiano.
Ha sido profesor de Universidad del Rosario, director general del Departamento Administrativo Nacional de Estadística de Colombia (DANE) y candidato a la alcaldía de Bogotá.

## Biografía
Economista de la Universidad del Rosario, tiene una maestría en Economía Matemática y Econometría, maestría en estudios cuantitativos y un doctorado en economía de la Universidad de Toulouse en Francia.
A lo largo de su carrera profesional se ha desempeñado como profesor principal y director de Planeación y Efectividad Institucional - PEI de la Universidad del Rosario; director de la Escuela Doctoral de Economía y profesor principal de carrera; asesor externo de la Superintendencia de Puertos y Transportes; la Autoridad Nacional de Televisión; la Superintendencia de Subsidio Familiar; la Comisión de Regulación de Comunicaciones y el Ministerio de Tecnologías de la Información y Comunicaciones, entre otras entidades.
En su trayectoria de investigación y consultoría, se destacan sus dominios en Economía de la regulación, Economía de contratos, Política de competencia y Organización industrial, Economía de redes, Economía industrial aplicada, Análisis económico del derecho y Estructuración de marcos de política y regulación sectorial.
Ha sido conferencista y autor de varios artículos y documentos relacionados con temas de economía, tecnologías de la información y las comunicaciones y regulación de mercados regionales de gas natural.

### Director del Departamento Administrativo Nacional de Estadística de Colombia
[[Archivo:Juan Daniel Oviedo.jpg|thumb|left|150px|Oviedo en 2019 como director del DANE]]

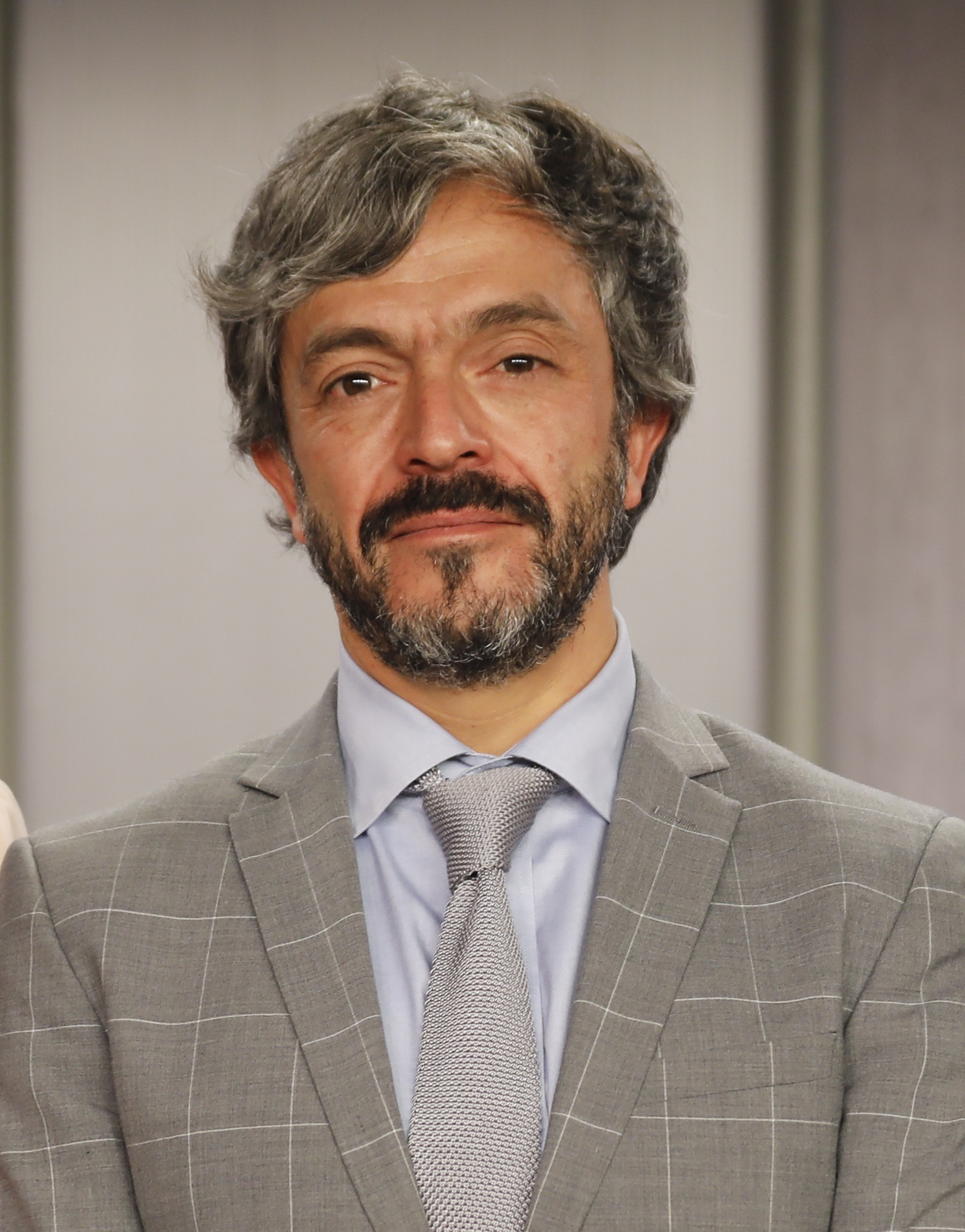
smaller|Oviedo en 2019 como director del DANE

El 7 de agosto de 2018 fue nombrado por el gobierno de Iván Duque como director general del Departamento Administrativo Nacional de Estadística de Colombia (DANE).Tras haber abandonado la dirección del DANE en 2022, Juan Daniel Oviedo se convirtió en candidato a la alcaldía de Bogotá en las elecciones de 2023.

### Candidatura a la alcaldía de Bogotá 2023
El 10 de diciembre de 2022, por medio de su cuenta en Twitter, hizo oficial su candidatura a la alcaldía de Bogotá para las elecciones del 29 de octubre de 2023."Una imagen vale más que mil palabras. Así es mi carrera por @Bogota. Estoy más que listo para aportar con ustedes a un proyecto de ciudad, esa que hemos tenido, tenemos o de seguro vamos a tener. Bogotá es talento y yo quiero ser su voz".
Alcanzó el segundo lugar en las elecciones locales de Bogotá de 2023, por lo cual ocupara una curul en el Concejo de Bogotá.

### Experiencia en los medios
Oviedo ha tenido una relación cercana a los medios de comunicación, durante su tiempo trabajando en el DANE era constantemente invitado a los programas de opinión en Caracol Televisión, Caracol Radio, RCN Radio o Revista Semana, dando cifras pertinentes e interactuando amenamente con varios de sus imitadores que buscan emular su particular forma de expresarse como Andrés Sánchez de Caracol Radio, Óscar Iván Castaño de Caracol Televisión y Blu Radio, Nelson Polanía y Jhovanoty quienes trabajan para las dos empresas Caracol, entre otros. Tras retirarse del DANE, ahora trabaja para el Canal RCN. Debutó como panelista en Noticias RCN durante la emisión central el 10 de octubre del 2022 presentando la sección Las cuentas de Oviedo.